# Conus lividus
Conus lividus é uma espécie de gastrópode do gênero Conus, pertencente a família Conidae.

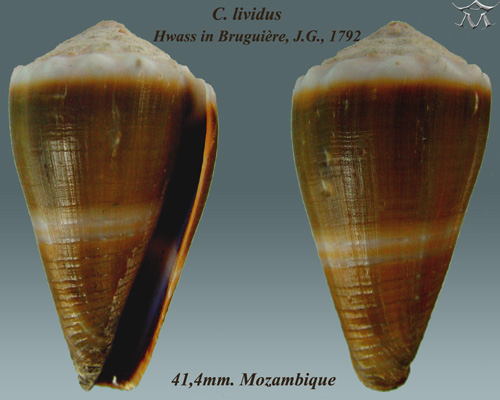
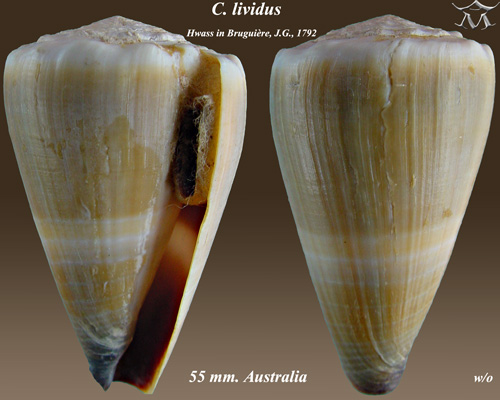
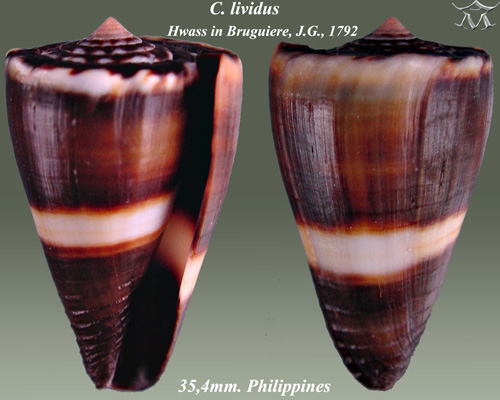
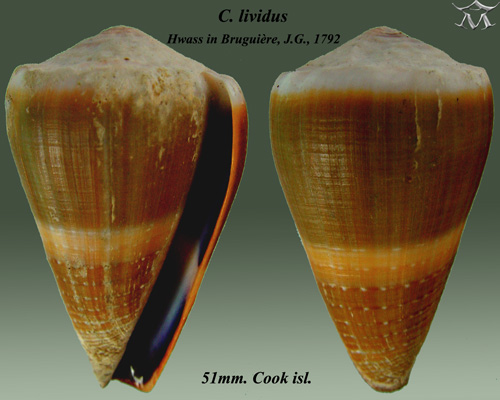